# Synthèse d'indole de Bischler-Möhlau
La synthèse d'indole de Bischler-Möhlau est une réaction organique formant un 2-aryl-indole à partir d'α-bromo-acétophénone, d'aniline en excès et en présence d'acide bromhydrique,,,,.
Malgré sa longue histoire, cette réaction n'est plus l'objet d'attention particulière par comparaison à d'autres méthodes de synthèse d'indoles, peut-être parce que les conditions de synthèses requises sont plus rudes que dans les autres méthodes. Récemment, des méthodes plus douces ont été développés, incluant l'usage de bromure de lithium comme catalyseur, et une amélioration de la procédure impliquant une irradiation par micro-ondes,,.

## Mécanisme réactionnel
Pour une réaction avec des composés de départ initiaux aussi simple, le mécanisme réactionnel est de façon surprenante assez complexe. Les deux premières étapes sont la formation par double substitution par l'aniline de l'intermédiaire réactionnel 4. À ce niveau, le noyau d'aniline chargé est un assez bon groupe partant et est éliminé par cyclisation électrophile pour former l'intermédiaire 5, qui est rapidement transformé en composé aromatique, et tautomérisé en l'indole désiré 7.